# Daedalellus porteri
Daedalellus porteri är en insektsart som först beskrevs av Bolívar, I. 1903.  Daedalellus porteri ingår i släktet Daedalellus och familjen vårtbitare. Inga underarter finns listade i Catalogue of Life.